# Мяэнпяя, Яри
Яри Мяенпяя (род. 23 декабря 1977 года) — основатель, вокалист, гитарист и клавишник (на записях) группы Wintersun.

## Биография
До основания Wintersun был наиболее известен участием в фолк-метал-группе Ensiferum, к которой присоединился в 1996 году после того, как ушёл из группы Immemorial. Wintersun была первоначально запланирована как сайд-проект Ensiferum, но в январе 2004 года Яри покинул Ensiferum из-за пересечения её гастрольного графика со временем студийной записи, назначенным для Wintersun.
Для первого альбома Wintersun из-за отсутствия на тот момент постоянного состава, помимо исполнения своих основных ролей, Яри также записал партии бас-гитары.
В 1997 году был вынужден приостановить свою музыкальную карьеру из-за службы в Вооружённых силах Финляндии. Во время службы в армии заболел туберкулёзом.
Яри был также членом группы Arthemesia и участвовал в сайд-проекте Киммо Миеттинена (Kimmo Miettinen) Lost Alone.

### Написание песен
Что касается мелодий, моя манера писать — понемногу жалобная, меланхоличная, величественная или как бы «чудная». Хотя вы и говорите, что она скорее «героическая», чем меланхоличная, я сам не могу подобрать слово, чтобы точнее её описать. Трудно найти прилагательное, чтобы описать моё видение музыки — это просто я. Когда я писал песни для Ensiferum (такие песни, как Lai Lai Hei и Token of Time), мне сперва было необходимо войти в «народное настроение», прежде чем музыка начинала появляться на свет. Что касается музыки для Wintersun, она получается естественно. Я не задаюсь целью написать что-то конкретное. Я думаю, это происходит само собой.

Стиль игры на гитаре Яри включает мелодии и фразы c тремолированием, а также интенсивное использование чрезвычайно быстрых соло с использованием свипа и пауз в большинстве песен. Скорость музыки Wintersun также отчасти создаётся использованием бластбита и необычных клавишных переборов. Это, главным образом, и придаёт звуку гитары энергичное, пауэр-металическое звучание.

### Используемые инструменты и оборудование
- Tokai Telecaster
- Ibanez JEM
- Ibanez RGD (25½ scale) Custom
- Ibanez RGD (26½ scale) Prototype
- Ibanez PGM301
- Jackson DR3 с датчиками EMG
- Daemoness 'Forest' Cimmerian VI
- Solar Guitar Type S с датчиками EMG
- Mesa Boogie Mark V
- Mesa Boogie Triaxis Pre Amplifiers
- Peavey 5150 (120 ватт)
- Fractal Audio Axe-FX II

## Дискография
| Группа     | Год          | Название                                | Музыкальный лейбл |
| Immemorial | Не издавался | Ensiferum — Immemorial Split Demo       |                   |
| Ensiferum  | 1997         | Demo 1                                  |                   |
| Ensiferum  | 1999         | Demo 2                                  |                   |
| Ensiferum  | 1999         | Hero in a Dream                         |                   |
| ArthemesiA | 2001         | Devs — Iratvs                           | Native North      |
| Ensiferum  | 2001         | Ensiferum                               | Spinefarm         |
| Cadacross  | 2002         | Corona Borealis                         | Low Frequency     |
| Ensiferum  | 2004         | Iron                                    | Spinefarm         |
| Wintersun  | 2004         | Wintersun                               | Nuclear Blast     |
| Ensiferum  | 2005         | 1997-1999 (compilation)                 |                   |
| Wintersun  | 2012         | Time I                                  | Nuclear Blast     |
| Wintersun  | 2017         | The Forest Seasons                      | Nuclear Blast     |
| Wintersun  | 2024         | Time II                                 | Nuclear Blast     |
| Wintersun  | 2024         | The Songs Of Jari Maenpaa III 1994-1999 | Custom studio     |